# Década de 460 a.C.

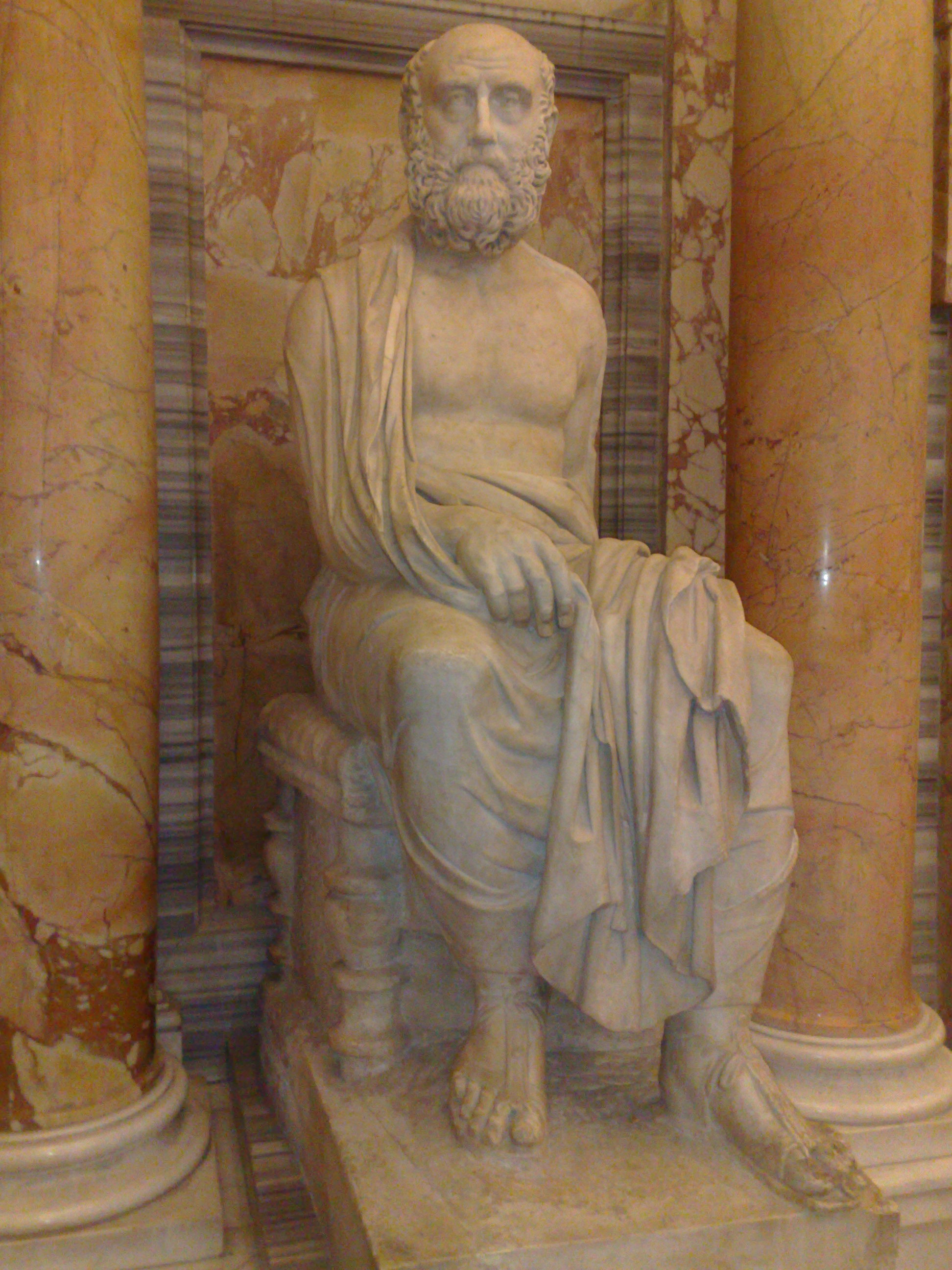
Escultura de Aristides nos Museus do Vaticano

Séculos: (Século VI a.C. - Século V a.C. - Século IV a.C.)
Décadas: 510 a.C. 500 a.C. 490 a.C. 480 a.C. 470 a.C. - 460 a.C. - 450 a.C. 440 a.C. 430 a.C. 420 a.C. 410 a.C.
Anos: 469 a.C. - 468 a.C. - 467 a.C. - 466 a.C. - 465 a.C. - 464 a.C. - 463 a.C. - 462 a.C. - 461 a.C. - 460 a.C.

## Eventos
- Primeira guerra do peloponeso (até 421 a.C.).